# Gevheruşağı, Doğanyol
Gevheruşağı là một xã thuộc huyện Doğanyol, tỉnh Malatya, Thổ Nhĩ Kỳ. Dân số thời điểm năm 2011 là 130 người.